# Émagny
Émagny är en kommun i departementet Doubs i regionen Bourgogne-Franche-Comté i östra Frankrike. Kommunen ligger i kantonen Audeux som tillhör arrondissementet Besançon. År 2022 hade Émagny 620 invånare.

## Befolkningsutveckling
Antalet invånare i kommunen Émagny
Referens:INSEE